# Kathryn McGuire

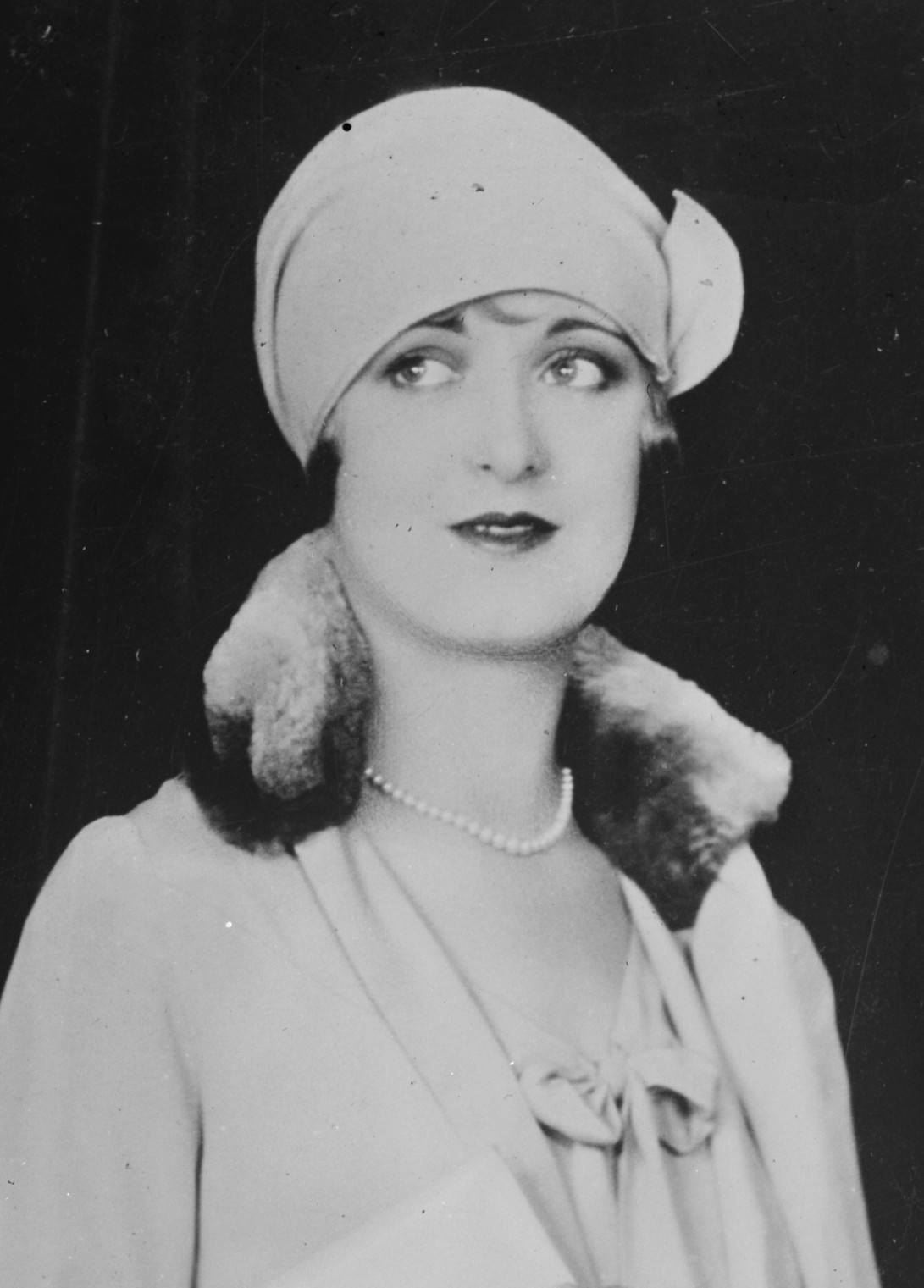
Kathryn McGuire

Kathryn McGuire (* 6. Dezember 1903 in Peoria, Illinois; † 10. Oktober 1978 in Los Angeles, Kalifornien) war eine US-amerikanische Schauspielerin der Stummfilmzeit.

## Leben und Karriere
Kathryn McGuire, über deren Geburtsdatum widersprüchliche Angaben vorliegen, begann ihre Showkarriere als Tänzerin. Der Regisseur Thomas H. Ince entdeckte die junge Frau und bot ihr einen ersten Filmvertrag an. In der Folgezeit drehte Kathryn McGuire vor allem Komödien für Mack Sennett und Lupino Lane. 1922 gehörte sie zu den ersten Schauspielerinnen, die zu den WAMPAS Baby Stars gekürt wurden. Ihre heute bekanntesten Rollen hatte sie als Partnerin von Buster Keaton in den Stummfilm-Komödien Sherlock, jr. und Der Navigator, beide aus dem Jahr 1924. Nach Beginn des Tonfilmes endete ihre Karriere rasch und bereits 1930 drehte sie ihren letzten von über 80 Filmen. Ende der 1950er-Jahre kehrte McGuire nochmal kurzzeitig mit Gastrollen in zwei Fernsehserien ins Schauspielgeschäft zurück.
McGuire war bis zu seinem Tod im Jahre 1955 mit George Landy, einem Publicitymanager für Filmstudios, verheiratet – ihre gemeinsame Tochter wurde 1936 geboren. Kathryn McGuire starb 1978 im Alter von 74 Jahren an einer Krebserkrankung.

## Filmografie (Auswahl)
- 1919: Trying to Get Along (Kurzfilm)
- 1919: Uncle Tom Without a Cabin (Kurzfilm)
- 1919: Up in Alf’s Place (Kurzfilm)
- 1919: Salome vs. Shenandoah (Kurzfilm)
- 1919: His Last False Step (Kurzfilm)
- 1919: A Lady’s Tailor (Kurzfilm)
- 1920: Gee Whiz (Kurzfilm)
- 1920: The Gingham Girl (Kurzfilm)
- 1920: Down on the Farm
- 1920: Fresh from the City (Kurzfilm)
- 1920: By Golly! (Kurzfilm)
- 1920: Married Life
- 1920: The Quack Doctor (Kurzfilm)
- 1920: Great Scott! (Kurzfilm)
- 1920: It’s a Boy (Kurzfilm)
- 1920: Movie Fans (Kurzfilm)
- 1920: Bungalow Troubles (Kurzfilm)
- 1921: Dabbling in Art (Kurzfilm)
- 1921: On a Summer Day (Kurzfilm)
- 1921: The Unhappy Finish (Kurzfilm)
- 1921: Wedding Bells Out of Tune (Kurzfilm)
- 1921: Made in the Kitchen (Kurzfilm)
- 1921: Sweetheart Days (Kurzfilm)
- 1921: She Sighed by the Seaside (Kurzfilm)
- 1921: Home Talent
- 1921: Love’s Outcast
- 1921: Hard Knocks and Love Taps (Kurzfilm)
- 1921: Bucking the Line
- 1921: The Silent Call
- 1921: Molly O’
- 1921: Playing with Fire (verschollen)
- 1922: The WAMPAS Baby Stars of 1922 (Kurzfilm)
- 1922: The Crossroads of New York (verschollen)
- 1923: The Flame of Life
- 1923: The Woman of Bronze
- 1923: The Shriek of Araby
- 1923: Helpful Hogan
- 1923: Wild and Wicked (Kurzfilm)
- 1923: The Printer’s Devil
- 1923: The Love Pirate
- 1924: Phantom Justice
- 1924: Pioneer’s Gold
- 1924: Sherlock, jr. (Sherlock Jr.)
- 1924: Der Navigator (The Navigator)
- 1925: Giddap! (Kurzfilm)
- 1925: Tearing Through
- 1925: Easy Going Gordon
- 1925: Failure (Kurzfilm)
- 1925: Two – Fisted Jones
- 1925: The Gold Hunters
- 1926: The Thrill Hunter
- 1926: With Buffalo Bill on the U. P. Trail
- 1926: A String of Diamonds (Kurzfilm)
- 1926: Somebody’s Mother
- 1926: Midnight Faces
- 1926: Stacked Cards
- 1926: Mystery Pilot
- 1926: Dashing Thru
- 1926: With Davy Crockett at the Fall of the Alamo
- 1926: Movieland (Kurzfilm)
- 1927: Howdy Duke (Kurzfilm)
- 1927: Wedding Yells (Kurzfilm)
- 1927: Drama Deluxe (Kurzfilm)
- 1927: The Draw-Back (Kurzfilm)
- 1927: Naughty Boy (Kurzfilm)
- 1927: Who’s Afraid? (Kurzfilm)
- 1927: Her Husky Hero (Kurzfilm)
- 1927: Susannes erstes Abenteuer (Naughty But Nice)
- 1927: The Girl in the Pullman
- 1928: There It Is (Kurzfilm)
- 1928: Cutie (Kurzfilm)
- 1928: Zeit des Flieders (Lilac Time)
- 1929: Erfahrene Frau gesucht (Synthetic Sin)
- 1929: Children of the Ritz
- 1929: The Border Wildcat
- 1929: Der große Diamanten-Diebstahl (The Big Diamond Robbery)
- 1929: He Did His Best (Kurzfilm)
- 1929: The Long, Long Trail
- 1929: Kapitän Halls große Liebe (The Lost Zeppelin)
- 1930: Love a la Mode (Kurzfilm)
- 1958: The Thin Man (Fernsehserie, eine Folge)
- 1959: Polizeibericht (Dragnet, Fernsehserie, eine Folge)